# George Harrison (album)
George Harrison è il ottavo album solista di George Harrison, pubblicato nel 1979 dall'etichetta Dark Horse Records.
Quasi tre anni dopo la pubblicazione di Thirty-Three & 1/3, George Harrison ritornò nel mondo della musica con il suo album eponimo. Il responso della critica fu benevolo, giudizio che è rimasto immutato nel tempo: George Harrison è ancora considerato tra i migliori album del musicista di Liverpool. Per quel che riguarda le vendite, furono discrete in Gran Bretagna (39º posto per l'album e 51º per il singolo Blow Away) e più che buone negli Stati Uniti (rispettivamente 16º e 14º).
I singoli estratti furono Blow Away, Love Comes to Everyone e Faster; quest'ultima rivela il forte interesse di Harrison per la Formula 1.
Not Guilty risale al 1968 e fu esclusa all'ultimo momento dal White Album. Si tratta di una nuova registrazione; la versione registrata dai Beatles si può trovare nella Anthology 3.
Here Comes the Moon richiama nel titolo un classico di Harrison, Here Comes the Sun.
L'album è stato ristampato su CD nel 2004, sia individualmente sia come parte integrante del cofanetto The Dark Horse Years 1976-1992. La ristampa presenta un suono rimasterizzato, un libretto molto curato e, come bonus track, il demo di Here Comes the Moon.

## Tracce
1. Love Comes to Everyone – 4:36
2. Not Guilty – 3:35
3. Here Comes the Moon – 4:48
4. Soft-Hearted Hana – 4:03
5. Blow Away – 4:00
6. Faster – 4:46
7. Dark Sweet Lady – 3:22
8. Your Love Is Forever – 3:45
9. Soft Touch – 3:59
10. If You Believe – 2:55